# Rajki Márton
Rajki Márton, született: Klein Mór (Zenta, 1901. szeptember 23. – Budapest, 1959. július 30.) ügyvéd, 1956-ban az újpesti Forradalmi Bizottság elnöke, a Keresztényszocialista Párt alapító tagja, majd a megtorlások áldozata.

## Fiatalkora, tanulmányai
Dr. Rajki Márton, az 1956-os forradalom megtorlásának egyetlen ügyvéd áldozata – eredeti nevén Klein Mór – zsidó vallású családban született Zentán, 1901-ben.
Apja tehetős fűszerkereskedő volt, emellett 40 holdon gazdálkodott a Zentához tartozó Gunarasi-tanyán. A fiatalember szülővárosában végezte a középiskolát.
1919-ben, a szerb megszállás elleni tiltakozásképpen egy diákmozgalom élére állt. A szerbek által megkövetelt feltételeket nem volt hajlandó betartani. 1920 nyarán átszökött Magyarországra. Budapesten beiratkozott a Pázmány Péter Tudományegyetem Jogi Fakultására. Egyetemi éveiben több alkalommal illegálisan átlépte a határt. Egy alkalommal elfogták a szerb hatóságok, Topolyára vitték, bebörtönözték. Menekülését apja lélekjelenlétének köszönhette, aki a börtönben addig alkudozott fiáért, míg nem kevés aranyért cserébe 15 nap után elengedték. Megmenekült, de a szerb hatóságok kitoloncolták az országból. 1938-ig nem látta szüleit.
Az erősen magyar érzelmű ifjú egyetemi évei alatt fokozatosan jutott el a további életét meghatározó keresztény értékvilághoz. Tanulmányai utolsó éveit Nürnbergben végezte, a Handelshochole-ban. 1924-ben tért vissza Magyarországra, és befejezte felsőfokú tanulmányait. Jogászi pályáját Nyírbátorban kezdte. 1926-ban érkezett Újpestre, ahol Dr. Décsi István ügyvéd mellett dolgozott. 1928-ban ügyvédvizsgát tett, és Újpesten kezdett praxist. Ugyanabban az évben feleségül vette Kaiser Ilonát. A kapuvári német családból származó feleségétől 1932-ben született fia, György. A család 1935-ben nevét Rajkira változtatta.
Az immáron Dr. Rajki Márton életében fordulópontot jelentett, amikor Dr. Csík József, az újpesti főplébánia apátja 1938-ban megkeresztelte. Az apát ösztönzésére Rajki 1938-ban belépett az újpesti Katolikus Körbe. Ekkor már a Pestvidéki Kamara választmányi tagja volt, és munkájának eredményeként házat vásárolhatott az Erzsébet utcában.

## A II. világháborúban és a megszállás után
1942-ben behívták katonai szolgálatra, három hónapon keresztül karpaszományos honvéd volt Kecskeméten. Leszerelése után nem sokkal, 1943-ban két hetes páncéltörő kiképzést kapott. 1944 júniusában a második zsidótörvény alapján zsidó származása miatt munkaszolgálatra vitték Pestszentlőrincre. A kemény fizikai munkát jól tűrte, hiszen fiatal korában sokat birkózott, vívott, remek ökölvívónak számított. Dr. Rajki Márton egy rövid eltávozás alkalmával október 24-én megszökött a táborból, hazamenekült, és lakásában bujkált. Később megtudta, hogy szökése után a századát Németországba vezényelték.
A II. világháború után nagy lelkesedéssel vállalt szerepet a közéletben. Keresztényszocialista nézetei a Kisgazda Párt felé irányították. A párt újpesti főtitkára lett, szervezte a napról napra nagyobb taglétszámú helyi szervezetet. 1945 áprilisában azonban komoly nézeteltérései támadtak egyes helyi kisgazda vezetőkkel. A konfliktus központjában az a kérdés állt, hogy milyen mértékben ajánlatos együttműködni a Kommunista Párttal. Dr. Rajki fontosnak tartotta a Kisgazda Párt függetlenségét, s amikor véleményével kisebbségbe került, lemondott főtitkári posztjáról, sőt a pártból is kilépett. A rövid kisgazda epizód után segélyezési akciókat szervezett; legnagyobb ilyen akciója a munkaszolgálatosok számára való gyűjtés volt.
Karitatív tevékenysége a háborúban tovább erősödött katolikus hitéből táplálkozott. Hithű katolikusként élt, hivatalos szerepet vállalt az újpesti Katolikus Főplébánia életében is, 1945-től ő lett a főplébánia egyházközösségének az ügyésze. Ellátta több egyházi személyiség bírósági védelmét az ún. háborús bűnösök pereiben. Védte többek között Dr. Csík József újpesti apátplébánost, aki azért került a vádlottak padjára, mert az Újpesti Turul Egyesület vezetőségi tagja volt.
Dr. Rajki Mártonnak a kommunisták is szerepet szántak. Ezért kereste meg Rajkit Földes László képviselő vezetésével egy parlamenti képviselőkből álló csoport, nem sokkal azután, hogy Pócspetri községben, hamis vád alapján elítélték a helyi plébánost. Az állam képviselői arra próbálták rávenni az újpesti ügyvédet, hogy vegyen rész olyan programokban, melyek a keresztény felekezetek és az állam kiegyezését szimbolizálják. Dr. Rajki Márton nem ellenezte a küldöttség törekvéseit, ezért egy egyeztető értekezlet szervezését javasolta. A hatalom képviselői felkérték, hogy szervezze meg a tanácskozást. A program nem sokkal később békésen lezajlott, de a rendezvényen Rajki nem volt hajlandó előadást tartani. Az 1950-es évek elején ügyvédi és közéleti tevékenységét erősen visszavetette súlyos betegsége. Felépülése után munkaközösségben folytatta a pályát.

## Az 1956-os forradalomban

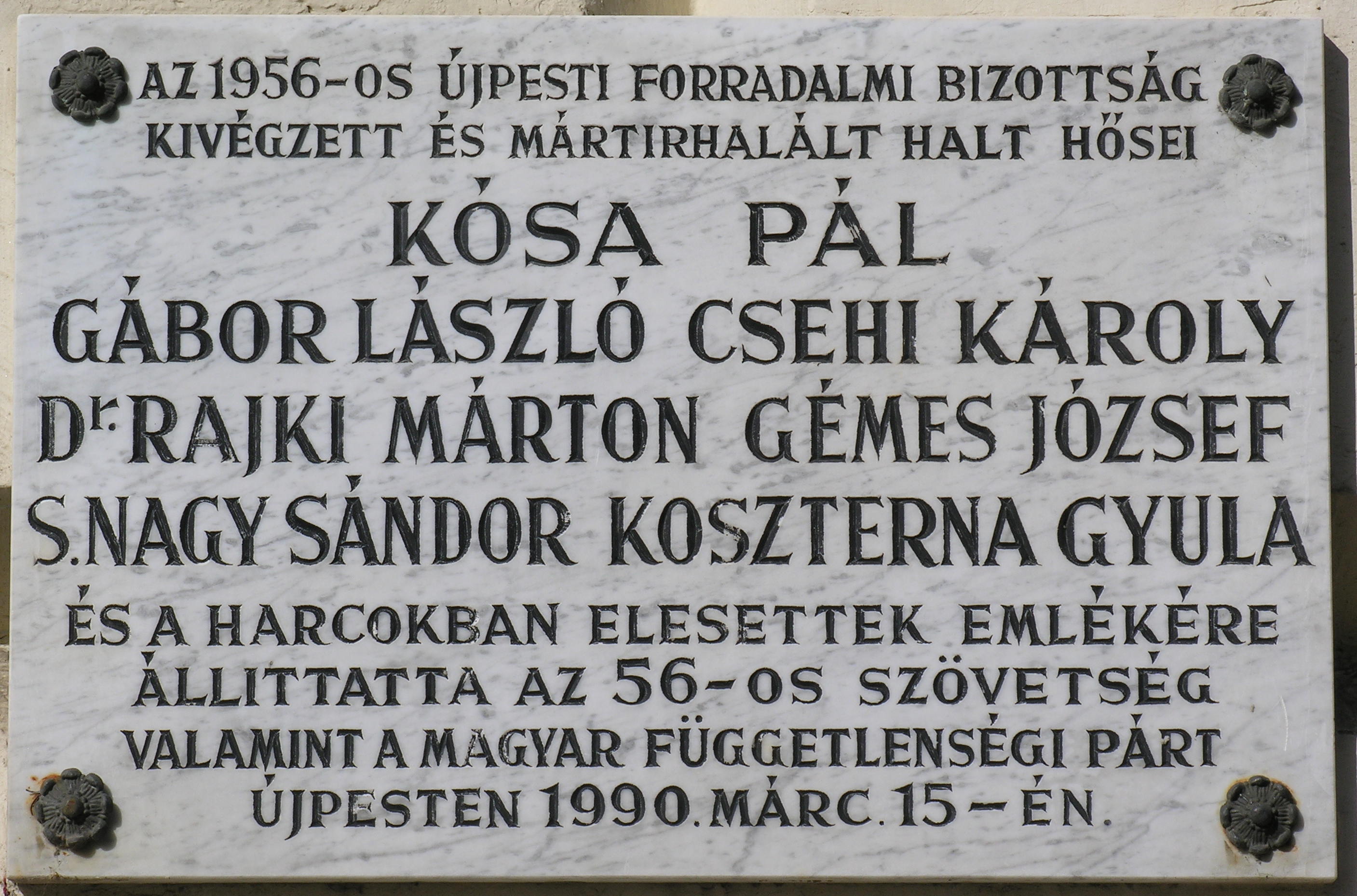
Emléktáblája az Újpesti Városházán

1956. október 24-én a munkaközösség rendszeres napi feladatát végezte kollégáival, amikor futótűzként terjedt a hír, hogy az újpesti városháza mellett nagy tömeg gyülekezik, és ledöntik az épület szomszédságában álló szovjet katonai emlékművet. Dr. Rajki – akárcsak a többi ügyvéd –, délben kiment a közeli térre, majd a rövid munkaszünet után visszatért dolgozni. Este kíváncsiságból ismét kisétált a térre, ahol a mai városháza mellett többezres tömeg hallgatta a ledöntött szobor megmaradt talapzatára kapaszkodó szónokokat. A tömeg rövidesen Forradalmi Bizottság megalakítását kívánta. A legtöbb ember Gálhidi Béla tanácselnök- helyettes bizottsági elnökké való megválasztását követelte. Az egyik, korábban ismeretlen szónok, Kósa Pál odalépett Dr. Rajkihoz, és arra kérte, segítsen előkeríteni Gálhidit. Dr. Rajkinak régi jó barátja volt a tanácselnök-helyettes, így elindult megkeresni őt a Tanácsházán. Később mindketten lementek a térre, ahol a városvezető rövid beszédet mondott a nyugalom és a rend fenntartásának szükségességéről. Ezt követően irodájába hívta valamennyi szónokot. A következő néhány órában megalakult a Forradalmi Bizottság. Az egymás számára többnyire ismeretlen emberek bemutatkoztak, beszéltek magukról, biztosították egymást, hogy Újpest nyugalmának fenntartása a legfontosabb ebben a képlékeny helyzetben.
Az újpesti Forradalmi Bizottság Rajki Mártont választotta elnökké. Hatásköre nem volt világos, hiszen a részletek kidolgozására nem volt idő és lehetőség. A legfontosabb feladat a közbiztonság helyreállítása volt. A rendőrségnek nyomát sem lehetett látni, a kapitányság teljes legénysége – tartva az emberek haragjától – kivonult a városból. A Forradalmi Bizottság polgárőrséget állított fel. Az őrségnek biztosítani kellett a közbiztonságot, ugyanakkor össze kellett gyűjteni a fegyveres civileket, ellenőrizni kellett őket, nehogy a fegyverekkel bárki is megzavarja a közrendet. A rendelkezést Rajki Márton adta ki. A mindenki által helyeselt döntés eredményeképpen fegyelmezett csoportokat szerveztek a kósza fegyveresekből. A tömeg megnyugtatása érdekében Dr. Rajki felnyittatta a Magyar Nemzeti Bank újpesti fiókjának páncélszekrényét.
Október 26-án a bank vezetői tudatták a Forradalmi Bizottság elnökével, hogy a páncélszekrény kulcsát őrző négy emberből csak hármat találnak, az üzemek dolgozói azonban követelik a bérüket. A Forradalmi Bizottság elnöke engedélyt adott a páncélszekrény zárjának feltörésére. Így Újpesten mindenki időben megkapta a járandóságát. Ugyanezen a napon a Forradalmi Bizottság nevében Dr. Rajki tárgyalt a Magyar Dolgozók Pártja újpesti vezetőivel, akik azt ígérték, hogy értesítik a Honvédelmi Minisztériumot: Újpesten rend van, nem kell katonaságot küldeni a nyugalom fenntartására. Az ígéret ellenére Újpestet két irányból szovjet tankok közelítették meg. A tömeg fegyveres harcra készült.
Október 27-én az elmenekült rendőrség küldöttséget menesztett a Forradalmi Bizottsághoz, hogy egyeztessék, miként tudnak együttműködni a későbbiekben a rend fenntartásában. A tömeg az akkori Tanácsháza előtt észrevette a régi rendszer egyenruháit viselő embereket. Azt követelték, tartóztassák le a küldöttség tagjait. A hangulat egyre fenyegetőbb lett, ezért a polgárőrség parancsnoka tehetetlenségében Dr. Rajkitól kért segítséget. Az elnök, akinek a fegyverek tömeges megjelenésével egyre kevésbé volt befolyása az eseményekre, rövid beszédben felhívta az épület előtt álldogáló ezrek figyelmét a törvényességre és az erőszak veszélyeire. A tömeg azonban nem csitult, így az elnök javaslatára a rendőröket a polgárőrség védelmében kicsempészték az épületből. Dr. Rajki Márton ebből az esetből levonta a tanulságot: a tömeget képtelen irányítani. 1956. október 27-én lemondott a Forradalmi Bizottság elnöki tisztéről, és átadta a vezetést Kósa Pálnak. Másnap bejelentette, hogy a továbbiakban nem vállalja a bizottsági tagságot sem. Négy napos elnöki tevékenysége alatt senkit nem ért bántódás, az általa vezetett testület törekvése arra irányult, hogy a tisztviselőket újra munkába állítsák, és megteremtsék a város nyugalmát.

## A Keresztényszocialista Párt
Dr. Rajki figyelme ekkor a régóta tervezett pártalakítás irányába fordult. Dr. Csík József plébános javaslatára, néhány barátjával elhatározta, hogy létrehoznak egy keresztényszocialista pártot. A következő napokban számos párt kezdte meg a működését, több közülük kereszténynek vallotta magát. Dr. Rajki azt kívánta elérni, hogy a valódi keresztényszocialista gondolat is megjelenjen a városban és az országos politikában.
A Keresztényszocialista Párt október 30-án született meg. Helyiséget Gálhidi Béla segítségével kaptak, a Repülőszövetség korábbi újpesti irodái felett november 1-jétől tábla hirdette a párt létezését. Az újonnan alakult párt egy alkalommal jelent meg Újpest közéletében.
November elején Kósa Pál tanácskozásra hívta a kerületben szerveződött pártok képviselőit, itt adhatta elő elképzeléseit Dr. Rajki Márton is. A párt csupán a jelszavak szintjén született meg, hiszen a későbbre összehívott programalkotó értekezletre – akárcsak a hivatalos elismerésre – a szovjet bevonulás miatt nem került sor.
Az újpesti harcok során az ügyvéd nem mozdult ki lakásából, családjával együtt várta a fegyveres küzdelem végét.
November 12-én a Forradalmi Bizottság Tanácsházán tartózkodó tagjait az épületbe behatoló szovjet egységek váratlanul letartóztatták, és ismeretlen helyre hurcolták.

## Letartóztatása, kivégzése
Dr. Rajki Márton számára sem volt világos, hogy később milyen megítélés alá esik szerepvállalása. Politikai véleményét azonban nem rejtette véka alá. Hosszú memorandumot fogalmazott Kádár Jánosnak, amiben javaslatot tett az ország helyzetének tisztességes rendezésére. Ebben a keresztényszocialista, a kisgazda, a szociáldemokrata és a kommunista erők összefogását vetette fel. A fogalmazványt azonban nem adta postára.
1957 márciusában érte el a forradalmárokkal szemben folytatott eljárás. Tanúként kihallgatásra kellett mennie. A kérdések megválaszolása után haza engedték, de a kihallgatást követő bizonytalan időszakban már sejtette, hogy nem kerülheti el a felelősségre vonást. Az Újpesten lezajlott forradalmi események résztvevői ellen folytatott nyomozás egyre nagyobb méreteket öltött. A nyomozószervek rengeteg embert behívtak Újpestről tanúskodni. A vádlottak száma 1957 őszéig 33-ra emelkedett.
1957. május 14-én éjjel a rendőrség letartóztatási paranccsal érkezett a Rajki család Erzsébet utcai házához. A letartóztatás során a tanúként áthívott szomszédok szeme láttára egy pisztolyt kíséreltek meg elrejteni a lakásban, amit terhelő bizonyítékként találtak volna meg. A kísérletet azonban meghiúsította a családdal szimpatizáló szomszéd, akit emiatt a rendőrség bántalmazott.
A letartóztatott ügyvédet május 14-től május 20-ig majdnem mindennap kihallgatták. Ezután a tevékenységével kapcsolatos tanúk meghallgatása következett. A nyomozás vége előtt, júliusban még néhány alkalommal faggatták a nyomozók, majd 1957 szeptemberében az ügyet átadták a bíróságnak.
Dr. Rajki Mártont a népi demokratikus államrend elleni szervezkedés szervezésével és vezetésével vádolták, mely a legszigorúbb vád volt a hatalom szemében. Az 1958 áprilisában megkezdett tárgyalásnak 93 ülésnapja volt, az ítélet 1959. március 15-én (vasárnap!) született meg. Rajki Mártonra – tíz társával együtt – az elsőfokú bíróság halálbüntetést szabott ki. A szervezkedés vezetése mellett gyilkosságra való felbújtásnak minősítették békére szólító beszédeit.
Dr. Rajki a bíróság előtt nyíltan vállalta politikai hovatartozását. Hangot adott meggyőződésének, miszerint a kommunista rezsim elleni összeesküvés nem elítélendő, hangoztatta álláspontját, hogy bűnt nem követett el. Véleménye szerint vallásos meggyőződése miatt került bíróság elé, s ezt a tárgyalásokon is többször kijelentette.
A Legfelsőbb Bíróság a másodfokú tárgyalás előtt enyhítésre javasolta Dr. Rajki Márton ítéletét. A tanácselnök, dr. Borbély János – akit a családtagok csak „vigyorgó halálnak” hívtak – nem kegyelmezett. 1959. július 28-án kihirdették a másodfokú ítéletet, mely hét ember halálbüntetését mondta ki. Köztük volt Dr. Rajki Márton is.
A halálos ítéletet 1959. július 30-án hajtották végre. Életének utolsó pillanataiban Dr. Rajki Márton ügyvéd fennhangon hirdette a békét.

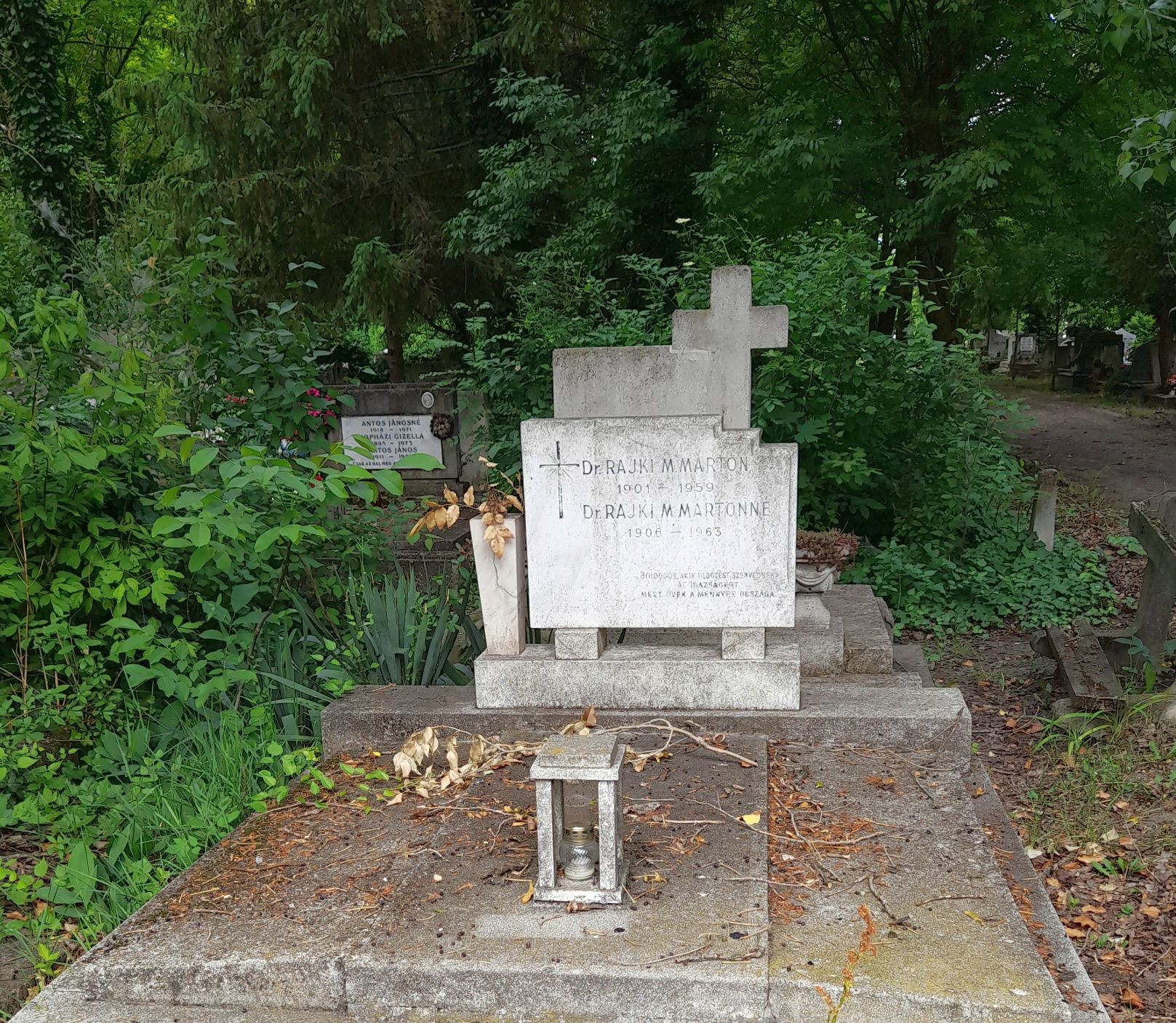
Jelképes sírja a budapesti Megyeri temetőben, 2024

A 301-es parcellában földelték el hamvait, ezt követően lovas rendőrök túrták szét a sír helyét, hogy azt ne lehessen látogatni a hozzátartozóknak sem. A temetés helyét a sírásó árulta el a családtagoknak, akit ezért – államtitok megsértése miatt – börtönbüntetésre ítéltek. Az 1989-es "újratemetésig" a hatóságok zaklatásának volt kitéve mindenki, aki az ott eltemetetteket felkereste.
Dr. Rajki Márton volt az egyetlen kivégzett ügyvéd. Emlékére a Budapesti Ügyvédi Kamara dísztermében emléktáblát helyeztek el, s később Újpesten az egyik teret is róla nevezték el.